# 캐시 존슨
캐서린 "캐시" 존슨 클라크(Katherine "Kathy" Johnson Clarke, 1959년 9월 13일 ~ )는 미국의 스포츠 해설자이자 전직 체조 선수이다. 존슨은 이 스포츠에서 장수와 끈기로 유명한 주요 국제 메달을 획득한 최초의 미국 체조 선수 중 한 명이다.